# Water Valley (Kentucky)
Water Valley is een plaats (city) in de Amerikaanse staat Kentucky, en valt bestuurlijk gezien onder Graves County.

## Demografie
Bij de volkstelling in 2000 werd het aantal inwoners vastgesteld op 316.
In 2006 is het aantal inwoners door het United States Census Bureau geschat op 324, een stijging van 8 (2,5%).

## Geografie
Volgens het United States Census Bureau beslaat de plaats een oppervlakte van
1,6 km², geheel bestaande uit land. Water Valley ligt op ongeveer 137 m boven zeeniveau.

## Plaatsen in de nabije omgeving
De onderstaande figuur toont nabijgelegen plaatsen in een straal van 24 km rond Water Valley.